# 维勒让-大学站
维勒让-大学站（法語：Villejean-Univerisité）是法国西部城市雷恩的一个地铁车站，位于雷恩地铁A线上。

## 位置
维勒让-大学站位于雷恩市区的西北部，维勒让街区内，因靠近雷恩大学而得名。铁路股道为东西走向，为双侧式站台。

## 设施
维勒让-大学站站内设有自动售票机及无障碍设施。

## 站台设置
| 北↑ |      |                  |
|     | 侧式 |                  |
|     |      | 约翰·肯尼迪方向← |
|     |      | 拉波特里方向→    |
|     | 侧式 |                  |
| 南↓ |      |                  |

## 配套交通

### 城市公共交通
| 维勒让-大学站附近的公共交通线路 |            |                                                |
| 公交车站名称                    | 位置       | 停靠线路                                       |
| 维勒让-大学                     | 地铁站地面 | C4 12 14 52 65 68 76 77 78 81 82 152 ex 168 ex |
| 1.                              |            |                                                |

此外，当地铁线路发生故障或施工时，雷恩交通局可能提供临时摆渡车。

### 社会车辆
维勒让-大学站附近设有社会车辆停车场。

## 临近车站
| 维勒让-大学站（Villejean-Université） |             |               |
| 上行车站                              | 线路        | 下行车站      |
| 约翰·肯尼迪 510m ←                    | 雷恩地铁A线 | 蓬沙约 → 600m |
| - 本表仅显示运营中的线路及车站        |             |               |